# Scapania simmonsii
Scapania simmonsii là một loài rêu trong họ Scapaniaceae. Loài này được Bryhn & Kaal. mô tả khoa học đầu tiên.